# Attale Ier
Pour les articles homonymes, voir Attale.
Attale Ier Sôter (du grec, « sauveur »), né en 269 av. J.-C. et mort en 197 av. J.-C., fut souverain de la polis de Pergame de 241 av. J.-C. à sa mort. Cousin germain et fils adoptif d’Eumène Ier, à qui il succède, il mena une politique beaucoup plus vigoureuse que son prédécesseur et fut le premier de la dynastie des Attalides à prendre le titre de roi (basileus). Père d'Eumène II, il partagea ses prérogatives royales avec ce dernier.
Attale a remporté une importante victoire sur les Galates, tribu nouvellement arrivée de Thrace qui avait mené pendant plus d'une génération un pillage incessant dans toutes les régions d'Asie mineure, sans que quiconque puisse leur opposer de sérieuse résistance. Cette victoire, immortalisée par un monument triomphal pergaménien, célèbre pour son Galate mourant et son Suicide du Galate, lui valut l'épiclèse de « Sôter » et le titre de « roi ».
Général courageux et valeureux, allié indéfectible de la République romaine, il a joué un rôle significatif dans la première et la deuxième guerres de Macédoine. Il a conduit de nombreuses opérations navales, harcelant les positions macédoniennes sur tout le rivage égéen, remportant honneurs et butins, accroissant le territoire de son royaume par la prise d'Égine pendant la première guerre, et d'Andros dans un second temps, et ce, en échappant de peu aux mains de Philippe V.
Il est décédé en 197 av. J.-C., peu de temps avant le terme du second conflit, âgé de 72 ans, apparemment d'un accident vasculaire cérébral. Il goûta une vie domestique heureuse, entouré de son épouse et de ses quatre fils. L'un d'eux, Eumène II, partagea les prérogatives royales du vivant de son père et lui succéda.

## Biographie

### Premières années
Peu d'éléments nous sont parvenus sur les premières années du jeune Attale. Il était le fils d'Attale et d'Antiochis. Attale l'aîné était à la fois le frère de Philétaire, fondateur de la dynastie Attalide et d'Eumène, père d'Eumène Ier, successeur de Philétaire. Il se fit connaître comme aurige, fut déclaré vainqueur à Olympie et un monument lui fut dédié à Pergame. Attale était encore en bas âge quand son père mourut, avant 241 av. J.-C., puis fut adopté par Eumène Ier, alors sur le trône. La mère d'Attale, Antiochis, était probablement liée à la famille royale séleucide et peut-être fut-elle la petite-fille de Séleucos Ier Nicator. Son union au père d'Attale fut sans doute le fait de Philétaire qui cherchait là à consolider sa puissance.
Attale reçut son éducation de Lysimaque. Il épousa Apollonis de Cyzique.
Il mena, à l'imitation de ses oncles, une politique d'évergétisme dans toute la Grèce et construisit à Delphes un ensemble monumental sans précédent dans la région nord-est du sanctuaire.
Au sein du royaume de Pergame, il se livra à une politique d'aménagement sans précédent, comme en témoigne l'édification de la bibliothèque de Pergame, qui contenait plus 200 000 volumes sur parchemin.

### Le vainqueur des guerres galatiques

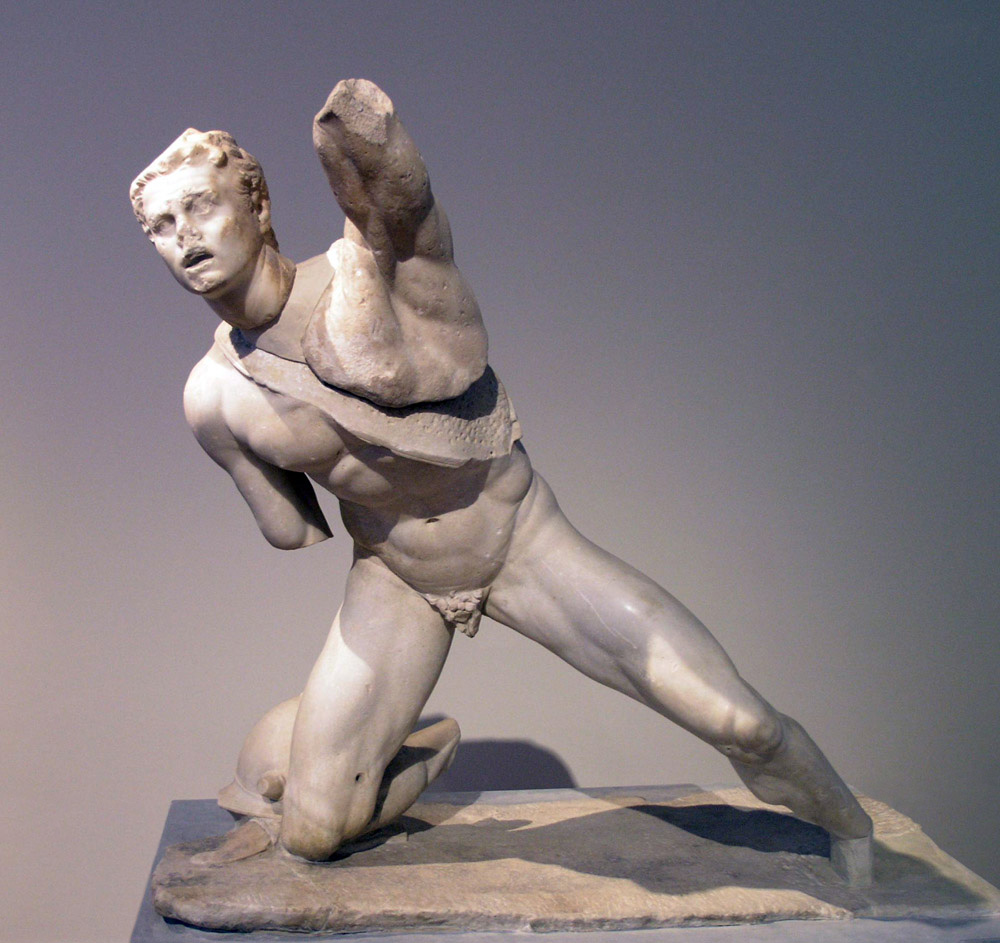
Guerrier Galate blessé, école pergamenienne.

Vers 237 av. J.-C., il remporte l'importante victoire du Caïque sur les Celtes d'Asie mineure, que les Grecs appellent Galates. Cette victoire eut un énorme retentissement en Asie Mineure. Par là même, Attale met un frein à l'invasion de ces tribus celtes venues de Thrace qui pillaient l'Asie Mineure depuis 280 av. J.-C. Il gagne ainsi l'épiclèse de Sôter (« sauveur ») et profite de l’occasion pour prendre le titre de roi. Pour commémorer sa victoire, il consacre à Pergame un groupe statuaire représentant des Galates vaincus. Attale Ier et son fils surent donner une traduction monumentale de cette victoire à Pergame - Autel de Zeus - mais aussi à Délos.

### «L'ami» des Romains
Allié, après un « traité d’amitié », de Rome à partir de 209 av. J.-C., il prend part aux guerres macédoniennes contre Philippe V de Macédoine. Il dirige de nombreuses opérations navales, harcelant les positions macédoniennes en mer Égée. Il remporte ainsi Égine au cours de la première guerre macédonienne et Andros au cours de la seconde.
Il meurt en 197 av. J.-C., peu après la fin de ce conflit.

### Introduction du culte de Magna Mater à Rome
Rome, qui fait face à Carthage et à la Macédoine simultanément, ressent le besoin d'accueillir un nouveau dieu pour venir à bout de ces conflits. Ainsi sont envoyés des ambassadeurs à Pergame auprès d'Attale Ier qui soutient Rome face à Philippe V. En tant qu'allié, les ambassadeurs comptent sur son aide pour permettre l'introduction d'une nouvelle divinité dans la religion romaine. Cette divinité, c'est Cybèle, déesse de la nature et mère des dieux. Attale Ier conduit ses invités à Pessinonte, en Phrygie, où se trouve la pierre qui symbolise la déesse. Cette pierre sacrée est transférée à Rome en 204 av. J.-C., ce qui initie le culte à la déesse, rendu en outre par les Galles ou au cours des jeux mégalésiens.